# Gens d'Abitibi
Pour plus de détails, voir Fiche technique et Distribution.
Gens d'Abitibi est un film documentaire québécois réalisé par Pierre Perrault, sorti en 1980.
Il conclut le cycle abitibien dans lequel fait partie les documentaires Un royaume vous attend (1975), Le retour à la terre (1976) et C'était un Québécois en Bretagne, Madame! (1977).

## Synopsis
Le film donne la parole à l'agriculteur Hauris Lalancette qui s'est battu toute sa vie pour sauver son royaume abitibien.

## Fiche technique
- Titre : Un royaume vous attend
- Année de production : 1980
- Durée : 106 minutes
- Réalisation : Pierre Perreault
- Photographie : Bernard Gosselin
- Son : Claude Beaugrand et Hugues Mignault
- Montage : Claire Boyer
- Montage sonore : Alain Sauvé
- Musique : Ginette Belleavance
- Production : Paul Larose, Marc Beaudet, Office national du film du Canada[4]

## Participation
- Jeanne-d'Arc Chouinard
- Maurice Fortin
- Dominique Godbout
- Daniel Lalancette
- Hauris Lalancette
- Monique Lalancette
- Roger Lalande
- François Mantha
- Camille Morin
- Pierre Nadeau